# Львівський історичний музей
Льві́вський істори́чний музе́й — один із найстаріших музеїв України, заснований у 1893 році. Фондова збірка музею нараховує понад 370 тисяч експонатів. Експозиція знайомить з історією міста Львова та галицьких земель від найдавніших часів до наших днів.
Музейні експозиції розташовані в пам'ятках архітектури XVI—XVIII століть — будинках № 2, 4, 6, 24 на площі Ринок, в колишньому міському Арсеналі на вул. Підвальній, 5, та в будівлі Стрілецького братства на вул. Лисенка, 23а. До Львівського історичного музею також належать такі відділи як: «Літературний Львів І половини XX століття» (вул. Героїв Майдану, 18, четверий поверх), Музей генерал-хорунжого УПА Романа Шухевича (вул. Білогорща, 76а), Історико-меморіальний музей Євгена Коновальця (с. Зашків, Львівського району, Львівської області), «Музей історії науки і техніки» в колишньому міському трамвайному депо — пам'ятці архітектури кінця XIX століття на вул. Вітовського, 57а.

## Історія музею
Львівський історичний музей заснований у 1893 році. До його збірки увійшли нечисленні пам'ятки, що зберігались у міському архіві, різних бюро магістрату, депозити та дари окремих громадян міста.
Першим приміщенням музею стало архівне бюро в будинку Міської ратуші.
1908 року створено Національний музей ім. Короля Яна III, для якого магістрат купує стародавню кам'яницю на площі Ринок, 6. У 1918 році п'ять залів відведено для збірок міського Історичного музею міста Львова.
У 1926 року гміна м. Львова придбала для потреб історичного музею міста Львова будинок — на площі Ринок, 4. Сюди було перенесено колекцію цього музею (близько п'яти тисяч одиниць), і 22 вересня 1929 року експозицію відкрито для огляду. До 1940 року в історичному музеї зберігався уславлений Михалківський скарб — збірка золотих ритуальних прикрас VIII—VII ст. до н. е., виявлений на Тернопільщині у 1878 та 1897 роках. 1940 року скарб вивезли до Москви. Подальша доля скарбу невідома.
8 травня 1940 року Історичний музей міста Львова й Національний музей імені Яна III було об'єднано в одну установу — Львівський державний республіканський історичний музей.
У 2012 році музей отримав статус комунального закладу Львівської обласної ради.
Сьогодні колекція музею налічує понад 370 тис. музейних експонатів. Найзначніші колекції музею — це матеріали археологічних розкопок, знаряддя праці, вироби львівських цехових майстрів, твори мистецтва, старовинні монети, ордени і медалі, зброя, фотоматеріали, графіка.
У 1991 році утворено відділ історії Визвольних Змагань України, а 13 жовтня 2012 року під час відзначення 70-ліття Української Повстанської Армії урочисто відкрито Музей визвольної боротьби України, що розташований у будинку колишнього Стрілецького товариства по вулиці Лисенка 23-а, в південній частині мальовничого Регіонального ландшафтного парку «Знесіння». У 2005 році відкрито відділ «Палаццо Бандінеллі» у приміщенні на пл. Ринок, 2 — пам'ятці львівської ренесансної архітектури кінця XVI—XVII століття.
У вересні 2016 року музей підписав багаторічну угоду про співпрацю з Google на базі платформи «Google Arts & Culture».
У 2018 році в Україні відбулося відзначення на державному рівні пам'ятної дати — 125 років з часу заснування Львівського історичного музею (1893).

### Директори музею
- 1893—1937 — Александер Чоловський;
- 1937—1939 — Кароль Бадецький;
- 1940—1942 — Рудольф Менкіцький;
- 1942—1944 — Ярослав Пастернак (археологічного музею);
- 1945—1946 — Олександр Савчук;
- 1946 — І. Богодіст;
- 1951—1959 — Юрій Гошко;
- 1959—1966 — Ганна Живаго;
- 1967—1976 — Терентій Новак[ru];
- 1976—1978 — Роман Багрій (в.о. директора);
- 1978—2016 — Богдан Чайковський;
- з 2 червня 2016 — Роман Чмелик.

## Музейні будівлі

### Кам'яниця Корнякта(головний корпус Музею)пл. Ринок, 6

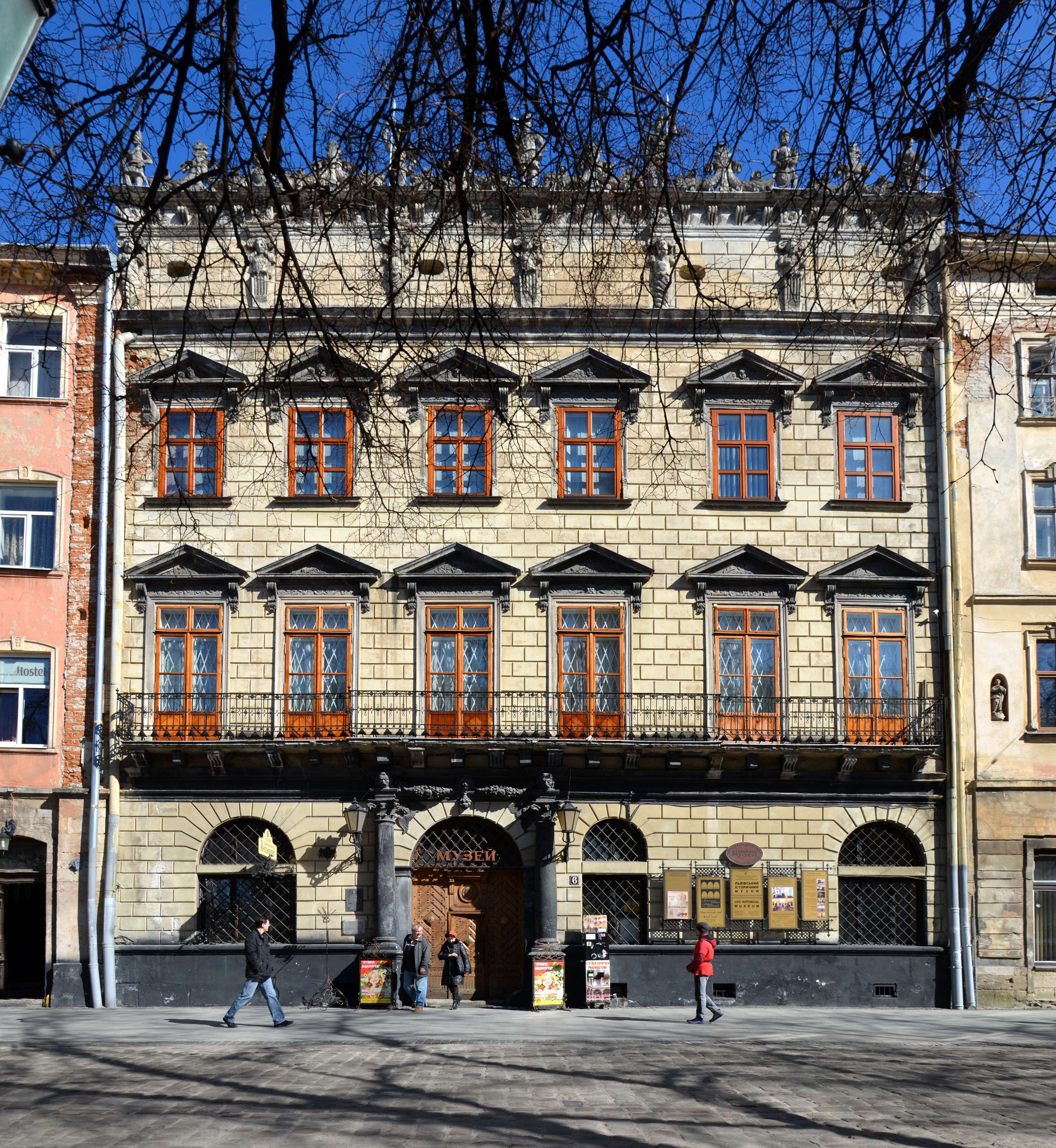
Приміщення Музею на площі Ринок, 6

Великою цінністю, окрім експонатів, розміщених безпосередньо в залах, є і сам будинок. Будинок під № 6 був споруджений у 1580 році грецьким купцем Костянтином Корняктом, який розбагатів на продажі вин. Споруда значно більша, ніж сусідні, має по шість вікон на поверсі, замість звичних трьох і вважається найкращою визначною пам'яткою львівського ренесансу.
На даху — аттик із семи кам'яних статуй, з фігурою короля посередині. На початку XVII століття у будинку розміщувався орден черниць-кармеліток босих. З часом монастир збіднів і продав будинок Якубу Собеському. До кінця XVII століття будинок належав Собеським і використовувався як тимчасова королівська резиденція Яна III Собеського.

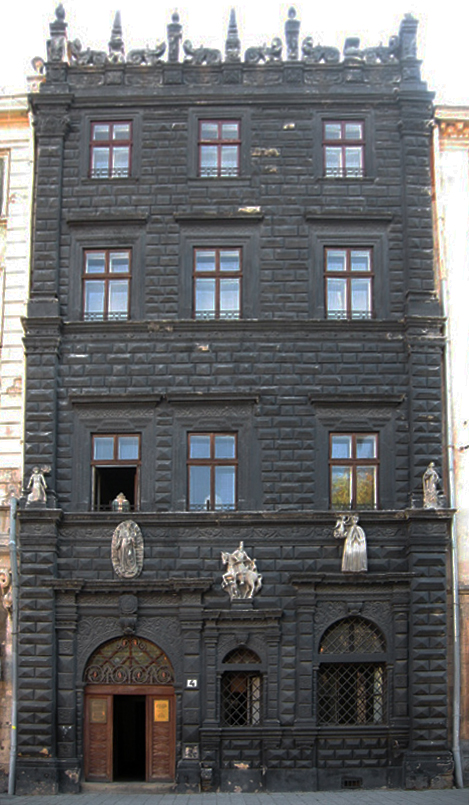
Приміщення Музею на площі Ринок, 4

Важливою подією, яка відбулася в цих залах, було підписання 1686 року мирного договору між Річчю Посполитою та Московським Царством, який розділив Україну на Лівобережну та Правобережну.
З часом будинок переходить у власність коронного гетьмана Станіслава Жевуського, пізніше Ходкевичів, з 1816 року князя Понінського, а наприкінці XIX століття — Любомирських, які 1908 року за заповітом князя Понінського передають цей будинок місту як Національний музей імені Яна III Собеського. 1939 року музей перейменований на Львівський історичний музей.

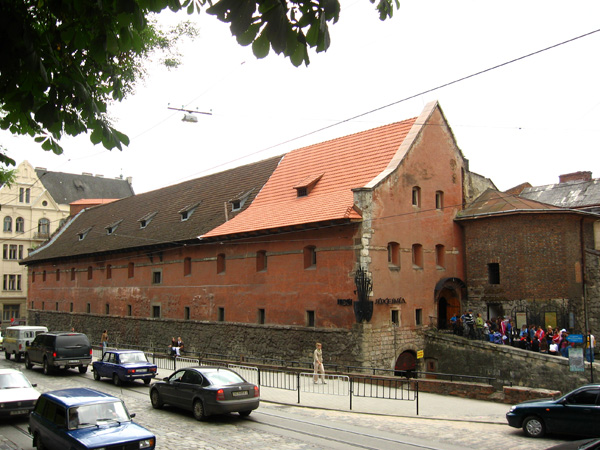
Арсенал

Перший поверх є перлиною ренесансного стилю. А також там міститься готична кімната, єдина, яка залишилася ще з часів Костянтина Корнякта і не була змінена під час численних перебудов усіх наступних власників. Нині у ній розташований магазин антикваріату.
На другому поверсі розташовуються так звані Королівські зали, в яких розгорнена виставка «Історичні коштовності». Виставка представляє унікальні визначні пам'ятки XVII—XVIII століть з фондових збірок музею — меблі, живопис, старовинний годинник, музичні інструменти, художні вироби з скла і порцеляни, рідкісні ордени та відзнаки.
Перший і третій поверхи використовуються під різні експозиції та тимчасові виставки.
Внутрішній простір будинку під № 6 утворює так званий Італійське подвір'я, характерне для стилю італійське палаццо зі склепінчастими галереями по периметру усіх трьох поверхів. Тут, на подвір'ї музею, відвідувачі або просто мешканці та гості Львова можуть приємно провести час у затишній кав'ярні просто неба та бути повністю захищеними від міського шуму, метушні.

## Сучасні експозиції

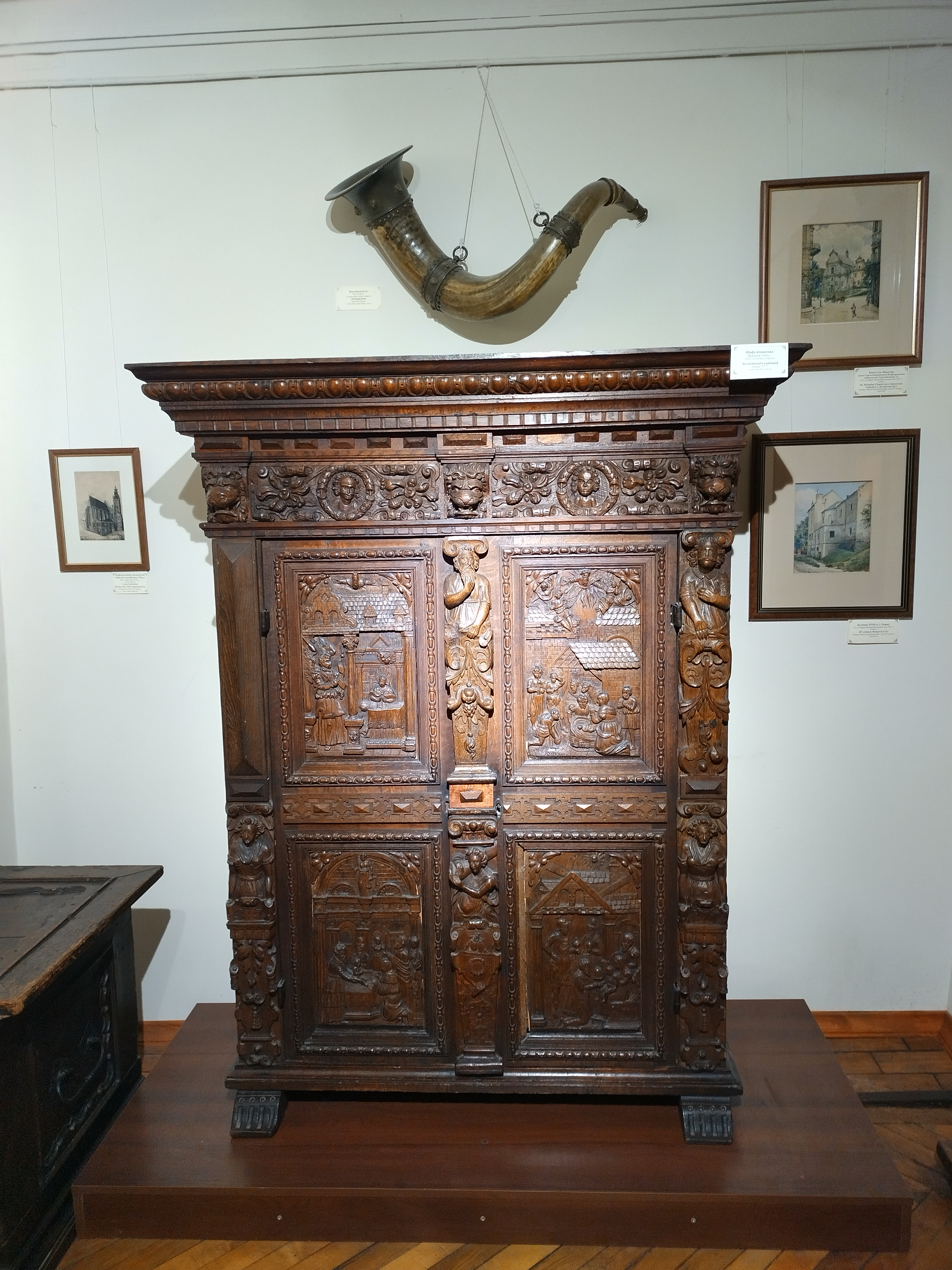
Шафа міщанська (XVII ст.)

Музейні експозиції розташовані в пам'ятках архітектури XVI—XVIII століть — будинках № 4, 6, 24 на площі Ринок та в колишньому міському Арсеналі на вулиці Підвальній, 5.
Історія західноукраїнських земель у найдавніші та середньовічні часи відображена в експозиції будинку 24 на площі Ринок. Тут можна ознайомитись з матеріалами про заснування міста Львова, діяльність Короля Русі Данила Галицького, довідатись про боротьбу українського народу під проводом Богдана Хмельницького.

Євангеліє (кінець XVI ст.)

У Королівських залах будинку на площі Ринок, 6, експонується виставка історичних коштовностей, на якій представлені меблі, годинники XVIII століття, унікальна збірка старовинних орденів тощо.
У колишньому Міському арсеналі — пам'ятці архітектури XVI століття представлена старовинна зброя близько 40 країн світу XIII — початку XX століття.
На початку 1990-х років створено філіали Львівського історичного музею — музей «Літературний Львів першої половини XX ст.» (вулиця Гвардійська, 18), а також музей провідника ОУН полковника Євгена Коновальця в с. Зашків на Жовківщині.
2005 році відкрито відділ «Палаццо Бандінеллі» у приміщенні на пл. Ринок, 2 — пам'ятці львівської ренесансної архітектури кінця XVI—XVII століть.
13 жовтня 2012 року відкрито Музей визвольної боротьби України (вул. Лисенка, 23а), в якому представлено історію боротьби українців за незалежність від початку XX століття по сьогодні. 
21 грудня 2020 року, після тривалої реставрації «Чорної кам'яниці» (пл. Ринок, 4) відкрито оновлену експозицію відділу «Музей історії Львова».

## Відділи Музею

### Експозиційні
- Відділ «Музей історії України» (Кам'яниця Массарівська, пл. Ринок, 24);
- Відділ «Музей історії Львова» (Чорна кам'яниця, пл. Ринок, 4);
- Відділ «Кам'яниця Корнякта» (пл. Ринок, 6);
- Відділ «Палаццо Бандінеллі» (Палац Бандінеллі, пл. Ринок, 2);
- Сектор «Літературний Львів І пол. XX ст.» (вул. Героїв Майдану, 18, четвертий поверх);
- Музей-Арсенал (вул. Підвальна, 5);
- Відділ «Музей визвольної боротьби України» (колишня будівля Куркового товариства, вул. Лисенка, 23а);
- Сектор «Музей генерал-хорунжого УПА Романа Шухевича» (вул. Білогорща, 76а);
- Сектор Історико-меморіальний музей Євгена Коновальця (с. Зашків Жовківський район Львівська область);
- Відділ «Музей історії науки і техніки» (Перше трамвайне депо, вул. Вітовського, 57а).